# J. L. Hudson Department Store and Addition
El J.L. Hudson Building (más conocido como el Hudson's) era una tienda por departamentos ubicada en 1206 Woodward Avenue en el Downtown de Detroit, Míchigan. Fue construido a partir de 1911, con adiciones a lo largo de los años, antes de "completarse" en 1946, y lleva el nombre del fundador de la compañía, Joseph Lowthian Hudson. El primer edificio de Hudson en el sitio se abrió en 1891, pero fue demolido en 1923 para una nueva estructura. Era la tienda insignia de la cadena Hudson y  la tienda por departamentos más alta del mundo. El edificio fue demolido en una demolición controlada el 24 de octubre de 1998. Fue el edificio más alto implosionado.

## La estructura
Diseñado por Smith, Hinchman & Grylls, Hudson constaba de aproximadamente 33 niveles: cinco sótanos, planta principal, entrepiso, pisos 2 al 15, piso 15 1/2, pisos 16 al 21, piso 21 1/2 y piso 22 al 25 pisos. Una torre se elevó a más de 400 pies sobre el lado de Farmer Street. En los cuatro lados, las letras de cobre cubiertas de porcelana exhibían el nombre de la empresa en neón rojo .

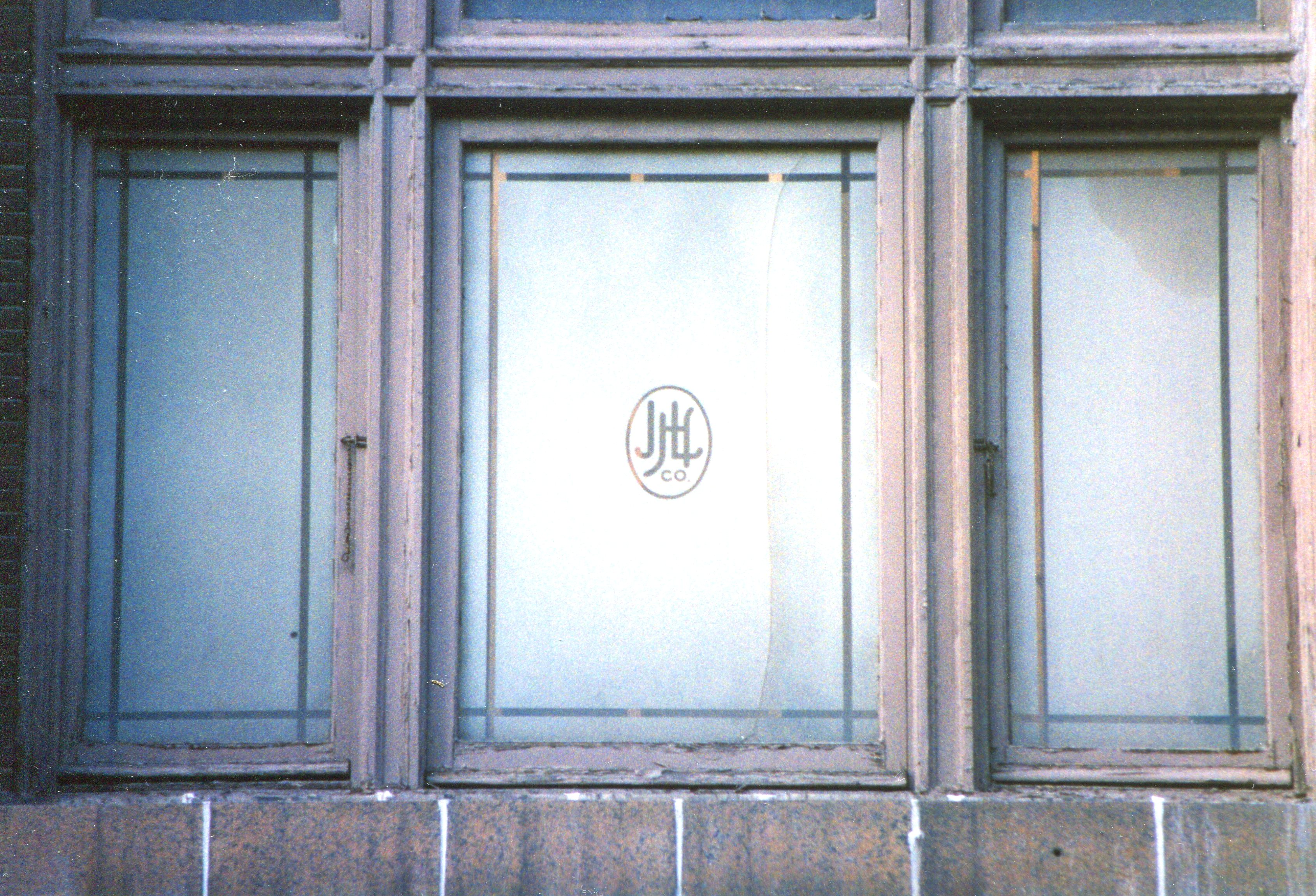
Una ventana del J. L. Hudson Department Store.

Hudson se jactaba de unos 185.806 metros cuadrados del espacio comercial y de oficinas, que incluía varios restaurantes y fue construido en el estilo arquitectónico de la Escuela de Chicago. La fachada era de ladrillo rojo sobre el segundo piso. Debajo de eso, consistía en paneles de granito rosa pulido. Se utilizaron ampliamente cornisas y rosetas de terracota, junto con herrajes ornamentales. Los óvalos con incrustaciones "JLH" decoraron ventanas esmeriladas en el entrepiso y los pisos tercero a quinto.
El edificio medía 134 m de altura desde su segundo sótano hasta la parte superior de la torre del ático. También estaba coronado por un asta de bandera de 34 m de altura.
La tienda cerró el 17 de enero de 1983 (en el punto más bajo del declive del centro de Detroit).
Después del cierre, Hudson's mantuvo el personal de su sede de aproximadamente 1,100 en la tienda del centro. En mayo de 1984, The J.L. Hudson Co. se fusionó formalmente en la División de Grandes Almacenes de Dayton Hudson Corp., aunque las tiendas de Hudson continuaron con el nombre de Hudson. Todos los puestos ejecutivos y de compra se transfirieron a Mineápolis, y otro personal se mudó al espacio en la tienda Northland Center en Southfield. El último departamento corporativo en el edificio del centro de Detroit, operaciones de crédito, se mudó en octubre de 1986. La tienda fue vendida por Dayton Hudson Corp. a Southwestern Associates de Windsor, Ontario.
Hudson fue demolido por Controlled Demolition, Inc. exactamente a las 5:47 p. m. del 24 de octubre de 1998. Unas 20.000 personas vieron  desde Hart Plaza (Detroit) y Dieppe Gardens (Windsor) cómo el edificio estallaba, convirtiéndolo en una pila de escombros de 18 m de altura. La demolición hizo añicos las ventanas de muchos edificios comerciales que aún estaban abandonados en Woodward Avenue, creó una gran cantidad de escombros y nubes de polvo que cubrieron muchas partes del centro de Detroit hasta el sur de Jefferson Avenue en polvo (incluyendo miles de personas y vehículos) y se dañaron accidentalmente. una sección del elevado Detroit People Mover. Fue el edificio más alto que ha sido demolido.
La ciudad construyó un estacionamiento subterráneo de 955 puntos y cuatro niveles en el sitio utilizando partes del sótano de la torre demolida en 2001.

## Futuro
En noviembre de 2013, Bedrock Detroit, a quien se le otorgarían derechos de desarrollo del sitio de dos acres propiedad de la ciudad, contrató a SHoP Architects con sede en Nueva York y Hamilton Anderson Associates con sede en Detroit para dirigir el proceso de diseño de la reurbanización en el sitio. Bedrock comenzó el desarrollo el 14 de diciembre de 2017; los planes incluyen una torre de 62 pisos y278 m y un edificio de altura media de 14 pisos. Se espera que el proyecto se abra en 2022.